# Laura J. Kelly Eisenhuth
Laura J. Kelly Eisenhuth (später Laura Kelly Alming) (geb. 29. Mai 1859 in Blenheim, Ontario, Kanada; gest. 30. September 1937) war eine Pädagogin und Politikerin aus North Dakota, Vereinigte Staaten. Als sie 1892 zum Superintendent of Public Education des Bundesstaates gewählt wurde, war sie die erste Frau in den Vereinigten Staaten, die eine Wahl für ein Staatsamt gewann.

## Leben
Laura J. Kelly wurde als Tochter von Thomas und Nancy (Flater) Kelly geboren. Mit ihren Eltern zog sie in den 1860er Jahren nach DeWitt, Iowa, dort wuchs sie mit vier Geschwistern auf. Sie besuchte das College und wurde dann Lehrerin an der DeWitt High School. Im Juni 1885 reiste sie zum ersten Mal ins Dakota-Territorium und meldete einen Vorkaufsanspruch auf 160 Acres Land in der Nähe von New Rockford an. Im Herbst desselben Jahres nahm sie ihre Lehrtätigkeit in Iowa wieder auf und kehrte in den nächsten beiden Sommern jeweils auf ihr Gehöft zurück. Im Herbst 1887 heiratete sie Willis Eisenhuth, einen Drogeriebesitzer aus Carrington. Er war 1882 in das Gebiet gekommen; wie Laura war er zuvor Lehrer in seiner Heimatstadt Millheim in Pennsylvania gewesen. Das Paar hatte keine Kinder.